# I Kurs Normalny Wyższej Szkoły Wojennej
I Kurs Normalny Wyższej Szkoły Wojennej (II Kurs Wojenny Szkoły Sztabu Generalnego) – kurs Wyższej Szkoły Wojennej w Warszawie.
Na podstawie przeprowadzonego w 1919 roku egzaminu wstępnego z wiedzy ogólnej i taktyki, na I rok studiów przyjęto 53 oficerów, w tym:
- 37 (41)[1]  z Legionów Polskich,
- 9 (10) z cesarskiej i królewskiej armii[2],
- 4 (4) z Armii Imperium Rosyjskiego,
- 3 (3) z Armii Cesarstwa Niemieckiego[3].

2 stycznia 1920 roku rozpoczęto naukę w Wojennej Szkole Sztabu Generalnego. Był to II Kurs Wojenny. 
27 marca 1920 zastępca dowódcy Wojennej Szkoły Sztabu Generalnego płk. Stefan Witkowski przesłał do Adiutantury Generalnej Naczelnego Dowództwa WP „Wykaz słuchaczy II Kursu”, zawierający informacje o 59 słuchaczach (znajomość języka rosyjskiego i ukraińskiego, „w jakim dziale dotychczas pracował” oraz „w jakim dziale zamierza pracować”). W wykazie umieszczono kpt. Ignacego Sadowskiego*, który został zwolniony ze Szkoły z powodu choroby i odkomenderowany do zorganizowania szkoły podoficerskiej w Biedrusku oraz trzech oficerów, którzy zostali przyjęci na podstawie dodatkowego egzaminu wstępnego (por. Witold Rodys, por. Gustaw Wodziński* i por. Stanisław Trembiński). Na wykazie nie ma por. Juliana Bonmerta, który także został zwolniony.
W połowie kwietnia przerwano studia, a słuchaczy skierowano na praktyki sztabowe. 16 kwietnia odbyła się pożegnalna kolacja słuchaczy, wykładowców i asystentów. Część słuchaczy pełniła służbę w dowództwach wielkich jednostek piechoty i jazdy oraz sztabach armii i frontów biorąc udział w wojnie z bolszewikami. Pozostali służyli w naczelnych władzach wojskowych. 
W czasie wojny zginęło dwóch słuchaczy:
- mjr kaw. Edward Wolf* z 27 pułku piechoty, zmarł z ran 3 września 1920 w szpitalu polowym nr 404[8],
- kpt. Mieczysław Rudzki* z dowództwa VIII Brygady Piechoty, poległ 14 lipca 1920 pod m. Koczanowicze, pośmiertnie awansowany na majora.

Naukę wznowiono na początku stycznia 1921. Na drugim roku dołączyli między innymi:
- ppłk Mieczysław Boruta-Spiechowicz, ppłk Erwin Więckowski, kpt. Wiktor Czopp i kpt. Józef Różniecki z Legionów Polskich,
- mjr Roman Borzęcki z armii rosyjskiej,
- rtm. Witold Dzierżykraj-Morawski z armii niemieckiej,
- kpt. Władysław Chmura, kpt. Konrad Pokorny-Ruszczyc i rtm. Aleksander Radwan-Pragłowski z armii austro-węgierskiej,

a, ubyli do École Superieure de Guerre w Paryżu: mjr Józef Jaklicz* i kpt. Eugeniusza Pieczonka*. 8 stycznia 1921 na własną prośbę odeszli z kursu kpt. Stefan Pomarański* i kpt. Władysław Kowalski*. Nauki nie ukończył także por. Gustaw Wodziński*, powołany na kurs z Sekcji Dyplomatycznej Oddziału II Naczelnego Dowództwa WP.
Kurs zakończył się 6 września 1921. Minister spraw wojskowych na wniosek szefa Sztabu Generalnego przyznał „pełne kwalifikacje do pełnienia służby na stanowiskach Sztabu Generalnego” 56 absolwentom. Czterem słuchaczom „pełne kwalifikacje ...” przyznano później (mjr Bolesław Pikusa*, kpt. Konrad Pokorny-Ruszczyc i kpt. Stanisława IV Rutkowskiego* – 16 września 1922 oraz por. Stanisław Trembiński*).
Wykaz absolwentów I Kursu Normalnego WSWoj. (II Kurs Wojenny Szkoły Sztabu Generalnego) 1920-1921. Wykaz sporządzono w następującym układzie: liczba porządkowa, stopień wojskowy w chwili ukończenia kursu, imię i nazwisko słuchacza, przydział służbowy po ukończeniu kursu, najwyższy stopień wojskowy uzyskany w Wojsku Polskim i najwyższe stanowisko osiągnięte w czasie służby w WP.
| Lp. | Stopień | Imię i nazwisko                     | Przydział na stanowisko                   | Najwyższy stopień i najwyższe stanowisko osiągnięte w czasie służby w WP |
| --- | ------- | ----------------------------------- | ----------------------------------------- | ------------------------------------------------------------------------ |
| 1.  | ppłk SG | Marian Bolesławicz*                 | szef Sztabu DOK I                         | honorowy gen. bryg. 1962                                                 |
| 2.  | ppłk SG | Mieczysław Boruta-Spiechowicz       | szef Sztabu 8 DP                          | gen. bryg. 1936                                                          |
| 3.  | ppłk SG | Erwin Emil Juliusz Więckowski       | szef Sztabu 25 DP                         | płk dypl.                                                                |
| 4.  | ppłk SG | Mieczysław Więckowski*              | zastępca szefa Sztabu DOK II Lublin       |                                                                          |
| 5.  | ppłk SG | Kordian Józef Zamorski*             | zastępca szefa Sztabu GO „Bieniakonie”    | gen. dyw. 1966                                                           |
| 6.  | mjr SG  | Zenon Adamowicz*                    | szef sztabu 7 DP                          | ppłk dypl., szef sztabu 50 DP                                            |
| 7.  | mjr SG  | Adam Brzechwa-Ajdukiewicz*          | szef Oddziału III Sztabu DOK VI           | gen. bryg.                                                               |
| 8.  | mjr SG  | Jan Prot vel Jan Berlinerblau*      | odkomenderowany na studia                 | 1 II 1925 przeniesiony do rezerwy                                        |
| 9.  | mjr SG  | Włodzimierz Bochenek*               | Oddział I SG WP                           |                                                                          |
| 10. | mjr SG  | Roman Borzęcki                      | DOK I Warszawa                            |                                                                          |
| 11. | mjr SG  | Józef Ćwiertniak*                   | Oddział III SG WP                         | płk dypl., dowódca 13 DP                                                 |
| 12. | mjr SG  | Mieczysław Czaderski*               | szef sztabu 16 DP                         |                                                                          |
| 13. | mjr SG  | Bohdan Hulewicz*                    | Oddział IIIa BŚRW                         | płk dypl., pomocnik dowódcy OK III                                       |
| 14. | mjr SG  | Jan Hyc*                            | asystent w Szkole SG                      | płk dypl., kwatermistrz DOK I                                            |
| 15. | mjr SG  | Wacław Jędrzejewicz*                | Oddział II SG                             | płk dypl.                                                                |
| 16. | mjr SG  | Bronisław Prugar-Ketling*           | szef sztabu 2 DG                          | gen. dyw.,                                                               |
| 17. | mjr SG  | Leon Koc*                           | szef sztabu 1 DP Leg.                     | płk dypl.                                                                |
| 18. | mjr SG  | Stanisław Künstler*                 | szef sztabu 5 DP                          | gen. bryg.                                                               |
| 19. | mjr SG  | Zbigniew Brochwicz-Lewiński*        | Inspektorat Jazdy przy IA Nr 2            | płk dypl., oficer sztabowy do prac przy GISZ                             |
| 20. | mjr SG  | Mieczysław Mozdyniewicz*            | szef sztabu 28 DP                         | płk dypl., dowódca 17 DP                                                 |
| 21. | mjr SG  | Mieczysław Rawicz-Mysłowski*        | szef sztabu 26 DP                         | płk dypl., dowódca 4 DP                                                  |
| 22. | mjr SG  | Józef Papeć*                        | DOK X                                     | ppłk dypl., 31 X 1931 stan spoczynku                                     |
| 23. | mjr SG  | Tadeusz Parafiński*                 | zastępca szefa Sztabu DOK IV              | płk dypl., dowódca PD 26 DP                                              |
| 24. | mjr SG  | Karol Płoszajski*                   | zastępca szefa Sztabu DOK VIII            | dyrektor w Ożarowskiej Fabryce Kabli                                     |
| 25. | mjr SG  | Marian Porwit*                      | Oddział III SG WP                         | płk dypl., WSWoj.                                                        |
| 26. | mjr SG  | Bronisław Regulski*                 | Oddział IV SG WP                          | gen. dyw.                                                                |
| 27. | mjr SG  | Tadeusz Alf-Tarczyński*             | szef sztabu 11 DP                         | płk dypl., szef Sztabu DOK II                                            |
| 28. | mjr SG  | Tadeusz Frank-Wiszniewski*          | Oddział IIIa BŚRW                         | ppłk SG, szef sztabu 3 DP Leg.                                           |
| 29. | mjr SG  | Stefan Trzaska-Zabielski*           | Oddział IIIa BŚRW                         | ppłk dypl. kaw., stan spoczynku od 31 października 1931                  |
| 30. | mjr SG  | Bolesław Zawadzki*                  | Oddział III SG WP                         | mjr dypl., 31 III 1930 stan spoczynku, †1940 Charków                     |
| 31. | mjr SG  | Tadeusz Kalina-Zieleniewski*        | asystent w Szkole SG                      | płk dypl., dowódca 33 DP                                                 |
| 32. | kpt. SG | Leon Bulowski*                      | Oddział IV SG WP                          | mjr dypl. piech., 31 VIII 1931 stan spoczynku                            |
| 33. | kpt. SG | Jan Ciałowicz*                      | szef sztabu 9 DP                          | płk dypl. dr, dowódca AD 5 DP                                            |
| 34. | kpt. SG | Władysław Chmura                    | Oddział IV SG WP                          | mjr dypl. art., 1935 stan spoczynku                                      |
| 35. | kpt. SG | Wiktor Czopp                        | Inspektorat Armii Nr 2                    | ppłk dypl. art., dowódca 5 pac                                           |
| 36. | kpt. SG | Rudolf Dreszer*                     | Inspektorat Jazdy przy dowództwie 2 Armii | gen. bryg., dowódca Grupy Operacyjnej                                    |
| 37. | kpt. SG | Wojciech Fyda*                      | Inspektorat Armii Nr 5                    | płk dypl. art., dowódca 6 pac, †7 V 1944 KL Mauthausen                   |
| 38. | kpt. SG | Jan Stanisław Jastrzębski*          | Inspektorat Armii Nr 3                    | mjr dypl. art., †1940 Charków                                            |
| 39. | kpt. SG | Stanisław Marian Krzysik*           | Oddział IV SG                             | † 1 II 1930 Kołomyja                                                     |
| 40. | kpt. SG | Feliks Kwiatek*                     | Oddział I SG WP                           | ppłk dypl., szef Oddziału I Sztabu Dowództwa Obrony Warszawy             |
| 41. | kpt. SG | Włodzimierz Ludwig*                 | Oddział IIIa BŚRW                         | płk dypl., dowódca OPL Kraju                                             |
| 42. | kpt. SG | Artur Maruszewski*                  | Oddział I SG                              |                                                                          |
| 43. | kpt. SG | Witold Dzierżykraj-Morawski         | Inspektorat Armii Nr 2                    | pośm. gen. bryg., szef sztabu Armii „Karpaty”                            |
| 44. | kpt. SG | Leopold Stanisław Müller*           | Oddział I SG                              | ppłk dypl.                                                               |
| 45. | kpt. SG | Tadeusz Münnich*                    | DOK I                                     | płk dypl., główny adiutant NW                                            |
| 46. | kpt. SG | Karol Piórecki*                     | szef sztabu 20 DP                         | 31 VIII 1929 stan spoczynku, †28 II 1942 KL Auschwitz                    |
| 47. | kpt. SG | Zbigniew Belina-Prażmowski-Kryński* | Departament Lotnictwa M.S.Wojsk.          | ppłk. dypl., zastępca dowódcy 1 pułku lotniczego                         |
| 48. | kpt. SG | Aleksander Pragłowski               | asystent w Szkole SG                      | gen. bryg., szef sztabu Armii „Łódź”                                     |
| 49. | kpt. SG | Józef Różniecki                     | DOK VI                                    | mjr dypl., szef Oddziału Wyszkolenia DOK V                               |
| 50. | kpt. SG | Mieczysław Starzyński*              | DOK V                                     | ppłk dypl.                                                               |
| 51. | kpt. SG | Roman Starzyński*                   | Oddział I SG WP                           | ppłk dypl. st. sp., dyrektor Polskiego Radia                             |
| 52. | kpt. SG | Jan Swarzeński-Rychlik*             | Oddział III SG WP                         |                                                                          |
| 53. | kpt. SG | Marian Steifer*                     | szef sztabu 17 DP                         | płk dypl.                                                                |
| 54. | kpt. SG | Józef Wiatr*                        | Oddział IV SG                             | gen. bryg., dowódca Dowództwo JWŚW                                       |
| 55. | kpt. SG | Paweł Żółtowski*                    | Generalny Inspektorat Jazdy               | mjr dypl. kaw., szef sztabu 3 DK, od 31 VIII 1925 w rezerwie             |
| 56. | por. SG | Witold Rodys*                       | asystent w Szkole SG                      |                                                                          |